# Reginald Scot
Reginald Scot (* vor 1538; † 9. Oktober 1599; auch Reginald Scott oder Scotte) war ein englischer Schriftsteller, Arzt und Skeptiker von Magie und Hexerei. In seinem bekanntesten Werk The Discoverie of Witchcraft von 1584 beschreibt er die Zaubertricks der sogenannten Magier. Es gilt als erstes neuzeitliches Buch über die Aufklärung der Zauberei.

## Leben
Reginald Scot war ein Gegner des Hexenwahns im 16. Jahrhundert. Er glaubte, dass die Anklage von Hexerei-Beschuldigten irrational und unchristlich war und hielt die römisch-katholische Kirche dafür verantwortlich. Frauen, die auch ohne Folter gestanden, dass sie Hexen waren, bezeichnete Scot als „bedauernswerte an Melancholie leidende Kranke, die sich etwas einbilden“. Weiterhin schrieb er: „… [sie] glauben, dass [Hexen] das Korn des Nachbarn auf ihr eigenes Stück Land versetzen können. Dabei sind sie als ständig bedürftige Bettlerinnen gar nicht in der Lage, sich zu bereichern, weder mit Geld noch auf andere Art. Wer ist so dumm und glaubt weiterhin an übernatürliche Kräfte?“ Mit seinem Buch “The Discoverie of Witchcraft” hatte er es sich zur Aufgabe gemacht, dem Irrglauben ein Ende zu bereiten. Er beschreibt unter anderem Taschenspieler-, Münz- und Kartentricks, sowie Seilkunststücke und spezielle Zaubertricks, beispielsweise das so genannte „Enthauptungsexperiment“ (auch „Die Enthauptung Johannes des Täufers“) des Zauberers Kingsfield von 1582, welches dieser auf der Bartholomäus-Messe in London vorführte. Scot kannte die Schriften von Johannes Weyer und nahm häufig auf sie Bezug.
Alle erhältlichen Kopien wurden 1603 nach dem Amtsantritt von James I. verbrannt. Vermuteter Grund ist, dass Jakob VI. von Schottland, der spätere James I., 1597 selbst ein Werk über Dämonologie verfasste. Die restlichen Exemplare sind heute rar.
Bis heute ist sein Buch eine „Bibel“ für Zauberer als eine der ersten englischsprachigen Veröffentlichungen, in der Zaubertricks gezeigt und erklärt werden.
Reginald Scot starb am 9. Oktober 1599, also noch vor den Verbrennungen seiner Bücher. Sein angebliches Grab befindet sich in der englischen Ortschaft Brabourne in Kent in der Kirche der Hl. Jungfrau Maria. Die dortige Kupferplatte trägt die Schreibweise Reginald Scott, was auch die von seinen Vorfahren verwendete Schreibweise war. Auch in juristischen Dokumenten verwendete Reginald Scot diese Schreibweise.

## Werke

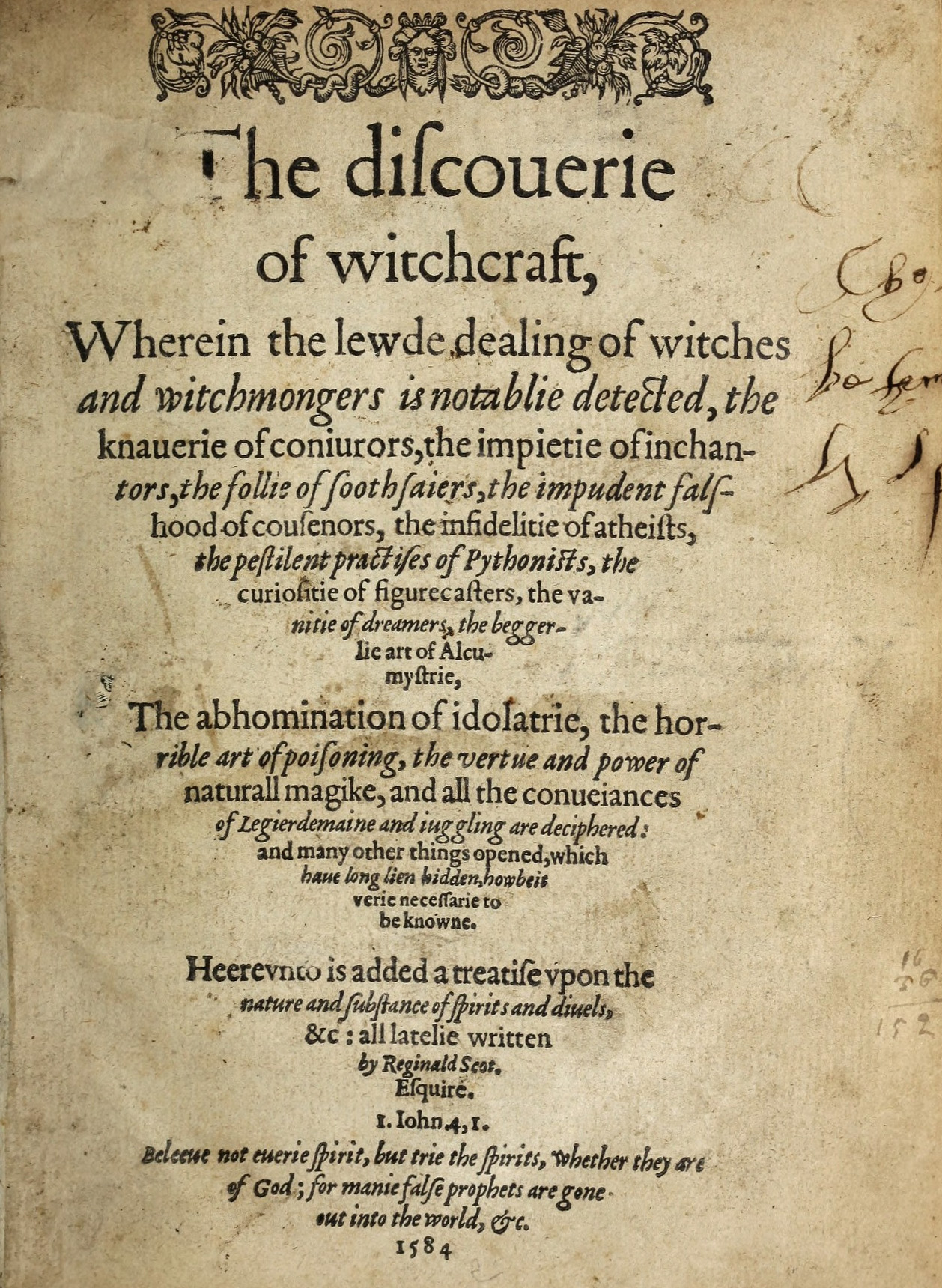
The discoverie of witchcraft, 1584

- Reginald Scot: A perfite platforme of a hoppe garden and necessarie instructions for the making and mayntenaunce thereof, with notes and rules for reformation of all abuses, commonly practised therein, very necessary and expedient for all men to haue, which in any wise haue to doe with hops. Henrie Denham, London 1574
  - (weitere Auflagen) 1576, 1578
  - (Nachdrucke der Ausgabe 1574) Theatrum Orbis Terrarum, Amsterdam 1973; University Microfilms International, Ann Arbor (Michigan) 1999; Thomson Gale, Farmington Hills (Michigan) 2006
- Reginald Scot: The discouerie of witchcraft. Brome, London 1584 (Digitalisat der Bayerischen Staatsbibliothek München), (Google-Books)
  - (Nachdruck) The Discoverie of Witchcraft, hrsg. von Brinsley Nicholson. Elliot Stock, London 1886 (Textarchiv – Internet Archive)
- (niederländische Übersetzung) Ondecking van Tovery, Eerst bescreven in Engels door Reinald Scot, ende nu tot ghemeyn oorbaer verduyscht door Thomas Baßon.[4] Thomas Basson, Leiden 1609 (Google-Books)
  - 2. Aufl. Ondecking van Tovery, beschreven in Engels door Reinald Scot, verduytst by Th. en G. Basson. Willem Christaens, Leiden 1637 (Google-Books)
  - (Nachdruck) Ontdecking van tovery, beschreven int Engels door Reinald Scot, verduytscht by Th. en G. Basson. Frans Pels, Beverwijk 1638 (Google-Books)
- (auszugsweise deutsche Übersetzung) Dietmar Buggisch, Peter Wilker (Übers.): The Discoverie of Witchcraft by Reginald Scot 1584. Die Aufdeckung der Hexerei. PDF bei lybrary.com, 2001